# Marvel's Guardians of the Galaxy
Marvel's Guardians of the Galaxy — відеогра в жанрі пригодницького бойовика, розроблена Eidos-Montréal і видана Square Enix для Microsoft Windows, Nintendo Switch, PlayStation 4, PlayStation 5, Xbox One та Xbox Series X/S у жовтні 2021 року. Вона ґрунтується на серії коміксів Guardians of the Galaxy видавництва Marvel. Сюжетна історія, що відбувається через кілька років після масштабної міжгалактичної війни, оповідає про команду Вартові галактики, яка має запобігти планам зловісного створіння поневолити всесвіт.
Ігровий процес має управління від третьої особи, через яке гравець контролює Пітера Квілла / Зоряного Лорда — лідера Вартових — і використовує поєднання атак ближнього й дальнього бою, а також дає команди іншим чотирьом Вартовим, які контролюються штучним інтелектом, щоби боротися з ворогами. Гравець може покращувати навички та здібності команди коштом очок досвіду й компонентів, отриманих під час виконання місій. Також гравець може взаємодіяти з іншими Вартовими, щоби вирішувати головоломки. Діалоги між персонажами мають різні варіанти відповідей; деякі відповіді в розмовах і ключових моментах історії впливають на розвиток подій.
Розробка проєкту розпочалася після укладення угоди між Marvel Entertainment і Square Enix про виробництво ігор за мотивами коміксів Marvel. На ранньому етапі Eidos вирішила відмовитися від онлайн-компонентів, як-от багатокористувацький режим, віддавши перевагу побудові наративу, прагнучи таким способом краще передати взаємини між головними героями й загальну атмосферу. Створюючи персонажів розробники надихалися різними матеріалами про Вартових, включно з коміксами та кіноадаптаціями. Eidos використала ігровий рушій Dawn Engine, який був удосконалений для підтримки технології трасування променів. Композитор Річард Джейкс записав близько шести годин оркестрової музики для гри.
Guardians of the Galaxy отримала загалом схвальні відгуки, а деякі видання назвали її однією з найкращих ігор 2021 року. Критики похвалили сюжетну історію, дизайн, музику та озвучування; вони дещо розкритикували ігровий процес, зокрема бойову механіку, а також зазначили наявність технічних проблем.

## Ігровий процес

Інтерфейс, що показує здоров'я Зоряного Лорда, індикатор «Імпульсу», меню режимів зброї та здібностей інших персонажів, а також здоров'я ворога і вказівник прицілу

Guardians of the Galaxy є відеогрою від третьої особи в жанрі пригодницького бойовика. Гравець контролює Пітера Квілла / Зоряного Лорда — лідера команди Вартові галактики; інші її члени — Ґамора, Єнот Ракета, Ґрут і Дракс Руйнівник — контролюються штучним інтелектом і можуть приймати команди під час бою. Під час проходження гравець виконує місії, пересуваючись лінійними рівнями, і може налаштувати складність ігрового процесу на свій розсуд. На цих рівнях гравець б'ється з різними ворогами за допомогою дальнього і ближнього бою. Основною зброєю Зоряного Лорда є елементальні бластери, які мають чотири додаткові режими пострілів: морозний, електричний, вітровий та плазмовий; ці режими стають доступними у міру просування сюжетом. Хоча бластери мають необмежену кількість боєприпасів, вони перегріваються під час тривалого вогня, після чого на екрані з'являється рухомий індикатор; якщо гравець встигне активувати його в потрібний момент — зброя одразу охолодиться. Також Зоряний Лорд має реактивні черевики, за допомогою яких він може літати в повітрі та швидко переміщатися полем бою, ухиляючись від ворожих атак або ховаючись за укриттями.
Інші Вартові мають свої унікальні навички та здібності: Ракета володіє арсеналом важкої зброї; Ґрут знерухомлює ворога своїм корінням; а Дракс і Ґамора використовують рукопашний бій та зброю ближнього бою. Гравець отримує доступ до здібностей Вартових через спеціальне меню, вибравши персонажа, і дає йому команду атакувати певного ворога; коли гравець активує меню — час сповільнюється, що дає можливість на роздуми. Персонажі мають періоди відновлення, тому щоби знову використати їхні здібності знадобиться певний час. Крім показника здоров'я, деякі вороги мають показник приголомшення; коли він заповнений, ворог стає повністю знерухомленим, а ушкодження, які наносять персонажі значно підвищуються. Також у грі присутні мінібоси, які мають захисні щити та підвищені показники здоров'я й нанесення ушкоджень.
Під час бою на екрані з'являється шкала «Імпульсу», що заповнюється поки гравець виконує комбінації різних бойових прийомів і після накопичення якої активується спільна атака з короткочасною подією. У тому випадку, якщо гравець має достатньо очок «Імпульсу», він може активувати особливу здатність «Купка», після чого Зоряний Лорд робить мотиваційну промову і вмикає пісню, щоби надихнути команду; добра промова підвищить нанесення ушкоджень, відновить здоров'я та обнулить періоди відновлення здібностей персонажів, хоча Зоряний Лорд отримає посилення в будь-якому разі. Чим вища синергія між персонажами, тим більше гравець отримає очок досвіду після бою, які можуть бути витрачені на відкриття нових здібностей. Якщо когось із Вартових здолали в бою, гравець отримує звукове або візуальне сповіщення і може оживити його або ж дочекатися поки це зробить інший персонаж.
Між місіями гравець вільно переміщається «Мілано» — космічним кораблем Вартових — де він може поспілкуватися з товаришами по команді й послухати пісні на музичному автоматі. Досліджуючи корабель гравець може взаємодіяти з деякими колекційними предметами, які належать іншим Вартовим, тим самим дізнаючись про них більше інформації; у міру проходження на кораблі з'являтиметься все більше подібних предметів. «Мілано» обладнаний верстаком, який використовується для покращення спорядження і здібностей команди коштом компонентів, зібраних під час місій. Верстак також можна знайти в певних місцях на рівнях. У деякі моменти проходження гравець має вирішувати навколишні головоломки та міні-ігри різної складності, щоби прибрати перешкоду. Для цього він взаємодіє з іншими Вартовими та використовує візор — гаджет, який дає можливість сканувати довкілля. У грі є колекційні косметичні предмети, у тому числі костюми для Вартових, які можна знайти досліджуючи рівні.
Гравець може спілкуватися з іншими персонажами через дерево діалогу і приймати ключові рішення на різних етапах проходження, які впливають на відносини між Вартовими та результат певних місій; члени команди будуть згадувати рішення гравця упродовж усієї гри. Попри це, рішення не впливають на основну сюжетну історію, тому вона має тільки одне закінчення. У грі немає побічних квестів та багатокористувацького режиму.

## Синопсис

### Сетинґ та персонажі
Guardians of the Galaxy відбувається через кілька років після масштабної міжгалактичної війни, коли всесвіт усе ще оговтується після її руйнівних наслідків. Серед тих, хто шукає вигоду в цій ситуації — команда Вартові галактики на чолі з Пітером Квіллом / Зоряним Лордом, яка також включає Ґамору, Єнота Ракету, Ґрута й Дракса Руйнівника, і сподівається знайти легкий прибуток під час своїх авантюрних мандрівок всесвітом. Під час однієї із місій команда спричиняє невеликий казус, що вивільняє могутнє створіння, відоме як Магус, яке невдовзі захоплює розум Нікі Голд, кадета поліційної організації Корпус Нова, і через Великого Об'єднувача Рейкера, засновника Вселенської Церкви Істини, намагається поневолити галактику. Вартові протистоять цій загрозі з допомогою телепатичного пса Космо, Богомолиці, яка володіє екстрасенсорними здібностями, Адама Ворлока і Леді Геллбендер.

### Сюжет
Щоби заробити грошей, команда Вартові галактики на чолі з Пітером Квіллом вирушає до забороненої карантинної зони, де зберігаються різноманітні уламки після міжгалактичної війни, щоби упіймати рідкісного монстра для Леді Геллбендер. Вони втікають після того, як через підібраний Пітером жовтий самоцвіт вивільняється невідоме створіння, яке почало руйнувати зону. На орбіті Вартових перехоплює «Надія Гала», поліційний патрульний корабель Корпусу Нова під командуванням Ко-Рел, колишньої коханої Пітера. Ко-Рел також затримує Великого Об'єднувача Рейкера із Вселенської Церкви Істини, якого спіймали в карантинній зоні, коли той шукав «золотого бога» своєї Церкви. На кораблі Пітер зустрічає молодого кадета Нікі Голд, яка є дочкою Ко-Рел, що спонукає Пітера підозрювати, що він може бути її батьком. Ко-Рел вирішує дати Вартовим деякий час, щоби вони заплатили штраф. Не маючи коштів, команда вирішує обдурити Леді Геллбендер, щоби отримати гроші. Хоча їм це вдається, Геллбендер дізнається про їхній план і присягає помститися.
Вартові прямують до форпосту Корпуса, де стоїть «Надія Гала», але виявляють, що тутешні офіцери збунтувалися з метою поширити так звану «Обіцянку». «Надія Гала» залишає станцію, а Вартові летять до Забуття, де Квілл планує звернутися по допомогу телепатичного пса Космо, який є міським начальником охорони. Космо заарештовує Вартових під час їхнього бою з найманцями Леді Геллбендер, але Пітер укладає з ним угоду, обіцяючи розслідувати галактичні події в обмін на зняття звинувачень. Космо погоджується й переправляє команду космічним телепортом на «Надію Гала», який став передавати таємничий сигнал. Там Вартові виявляють масивний пристрій, що викачує «Енергію віри» з ближньої планети. Рейкер бере в полон Вартових та відводить на зустріч із матріархом, яким виявляється Нікі. Рейкер розповідає, що Нікі володіє жовтим самоцвітом, який дає їй змогу поневолювати розуми та набирати безліч адептів за допомогою «Обіцянки» — ілюзії, створеною з найпотаємніших бажань особи — і використовувати їхню відданість як «Енергію віри», щоби привести в дію космічний флот Церкви. Нікі намагається спокусити Вартових «Обіцянням», але вони руйнують свої ілюзії та втікають, тоді як Пітер дізнається, що Ко-Рел була вбита таємничим створінням у карантинній зоні, свідком чого стала Нікі.
Вартові намагаються заручитися допомогою ксандарського світового розуму, але той приходить до висновку, що перемога Церкви є неминучою й полишає галактику із залишками Корпуса Нова. Драксом усе ж опановує «Обіцяння» і він замикає решту команди на їхньому кораблі. З допомогою екстрасенсорного оракула Богомолиці, Вартові проникають у розум Дракса і змушують його визнати, що «Обіцянка» є лише ілюзією. Вони також знаходять Адама Ворлока, «золотого бога» Церкви, який інсценував свою смерть і втік на планету Богомолиці. Ворлок говорить, що інопланетне створіння, що контролює Нікі, насправді є його темною стороною, Магусом, яку він закрив у Камені Душі та викинув у космос. Магус маніпулює Рейкером і Церквою, щоби зібрати достатньо «Енергії віри» й набути фізичної форми та поневолити всю галактику.
Команда звертається до Леді Геллбендер і схиляє на свій бік, підкоривши для неї легендарного монстра Фін Фан Фума. Геллбендер відвертає увагу Церкви своєю армією монстрів, тоді як Вартові проникають на флагман Церкви. Вони потрапляють до енергетичної пастки Рейкера, але Пітер проникає до розуму Нікі з допомогою духу Ко-Рел, який повідомляє, що Нікі є сиротою війни, а не дочкою Пітера. Він переконує Нікі прийняти смерть Ко-Рел, звільняючи її від контролю Магуса, що також вивільняє її приховані надздібності. Вартові вбивають Рейкера, а Ворлок знову поглинає Магуса, раз і назавжди покінчивши із загрозою Церкви. Проте Магус виявляється занадто сильним для Ворлока й захоплює контроль над його тілом. Вартові борються з Магусом під проводом Богомолиці, після чого Пітер ризикує своїм життям, фізично опановуючи Камінь Душі, щоби знову замкнути в ньому Магуса. Ворлок дякує Вартовим за їхню допомогу й бере на себе турботу про Камінь, обіцяючи прийти по допомогу, якщо знадобиться, а Нікі стає новим членом команди.

## Розробка
Guardians of the Galaxy була розроблена Eidos-Montréal на чолі з креативним директором Жаном-Франсуа Дюга й директором ігрового процесу Патріком Фортьє, який зауважив, що гра вкрай відрізнялася від попередніх проєктів студії. Розробка почалася після укладення угоди між Marvel Entertainment і Square Enix про виробництво ігор за мотивами коміксів Marvel на початку 2017 року. На ранній зустрічі з Marvel Games, її представники заохотили студію створити власну версію Вартових галактики, надавши Eidos творчу свободу в роботі над проєктом з умовою, що вона «поважатиме початковий матеріал [і] буде вірною сутності персонажів та всесвіту». Розробники консультувалися з Marvel Games протягом усього процесу розробки щодо різних аспектів гри. Хоча розробка Guardians of the Galaxy велася одночасно з Marvel's Avengers від Crystal Dynamics, якій Eidos допомогала, ігри ніяк не пов'язані між собою. Через початок пандемії коронавірусної хвороби у 2019 році співробітники студії були змушені перейти на віддалений режим роботи. Версія гри для Microsoft Windows була розроблена спільно зі студією D3T.

### Наратив та ігровий процес
Після початку розробки студія зайнялася вивченням різноманітних матеріалів по Вартовим галактики, включно з коміксами та кіноадаптаціями Джеймса Ґанна. Фортьє заявив, що «із самого початку було ясно, що ми зробимо пригодницький бойовик з наративним наголосом», тоді як наративний директор Мері Демарл сказала, що наратив є «серцем» гри. Хоча на ранній стадії розробки студія міркувала про створення кооперативного або багатокористувацького режиму, у результаті команда дійшла висновку, що вони будуть зайвими. Водночас Eidos вирішила відмовитися від створення доповнень і мікротранзакцій. Розробники аргументували це тим, що онлайн-компоненти не сприяли їхній ідеї передати сутність Вартових галактики, яка, на їхню думку, полягала в стосунках між головними героями, через побудову сильного наративу. Те саме стосується рішення зробити Пітера Квілла єдиним персонажем, якого гравець може безпосередньо контролювати. За словами розробників, це дало їм змогу розвинути систему «вибору й наслідків», яка передбачає різні результати в певних ситуаціях.
Студія прагнула передати драматичні й гумористичні моменти через ігровий процес і взаємодію між Вартовими. Безліч кепкувань між персонажами писалися через поділ на частини кожного розділу й локації, після чого діалоги додавалися в загальний наратив. Розробники зауважили, що система діалогів із гри Oxenfree дуже вплинула на створення подібної системи в Guardians of the Galaxy. Фортьє зазначив, що вони приділили увагу розробці штучного інтелекту Вартових, щоби ті належним чином реагували на дії гравця і справляли враження «живих та рухомих [персонажів]», а також додав, що «ніщо не зупиняє вас завести довгу розмову [з ними]». Guardians of the Galaxy має вдвічі більше діалогів, ніж Deus Ex, і містить 1630 тисяч рядків «Я є Ґрут».
Бойова механіка була розроблена у такий спосіб, щоби заохотити гравця пробувати різні комбінації прийомів, але й надмірно не карати його, якщо той буде використовувати якийсь один підхід; Фортьє сказав, що механіка «частково схожа на Deus Ex, коли ви пробуєте різні модифікації». Розробники прагнули зробити бої сфокусованими та одночасно динамічними, іноді використовуючи підхід «біжи й стріляй», який використовується в однойменних шутерах. Що стосується головоломок у грі, то вони створювалися з наголосом на взаємодію гравця з іншими персонажами та побудовані так, щоби гравець не витрачав занадто багато часу на їх вирішення. Також розробники розмістили рівнями «великодні яйця» і покликання на ширший всесвіт Marvel.

### Дизайн та музика
На дизайн персонажів вплинули комікси й деякі аспекти кіноадаптацій, а також передісторії, які були написані для них; так, зовнішній дизайн Зоряного Лорда є прямим наслідком того, що, відповідно до його передісторії в грі, він виріс у 1980-х роках. Розробники хотіли створити персонажів таким способом, щоби вони виглядали впізнаваними, але разом із цим мали унікальні риси, що стосується як візуального, так і наративного дизайну. Дюга сказав, що команда створила власний візуальний стиль, який відповідав би ігровому наративу й підкреслював його гумористичний тон. За визнанням розробників, космічний сетинґ гри надихнув їх на різноманітні ідеї, які не потрібно було пояснювати з наукової точки зору.

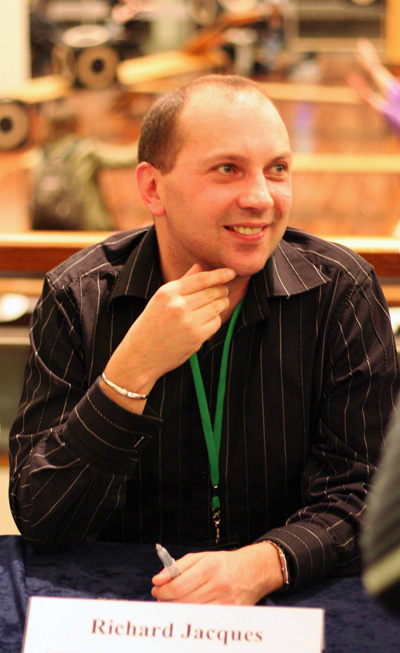
Річард Джейкс, композитор Guardians of the Galaxy.

Розробники наголосили, що музика у Guardians of the Galaxy має велику вагу і є невіддільною частиною персонажа Пітера Квілла. Композитор Річард Джейкс написав близько шести годин оригінальної музики до гри, яка була записана разом з оркестром в лондонській студії «Еббі Роуд». За його словами, головна музична тема була написана під час створення демозаписів і мала «довгий процес дозрівання [... та] увійшла до гри в первісному вигляді». Він також сказав, що намагався знайти баланс щодо написання тем, адже «не хотів перевантажувати саундтрек темою для кожного сетинґа і персонажа». Композиції були натхненні музикою Джона Вільямса для франшизи «Зоряні війни» та написані в стилі, схожому на акомпанемент легковажних фільмів у жанрі пригодницького бойовика.
Гра має багато ліцензованих пісень 1980-х років від таких виконавців, як KISS, Iron Maiden, Wham!, Blondie тощо. За підбір цих пісень значною мірою відповідав старший звукорежисер Стів Щепковський. Він обмінювався ідеями щодо підбору музики з Дюга, а також анімаційним директором Деррілом Парді, з яким працював поруч у студії. Парді показував Щепковському ілюстрації художників і пояснював їх концепції, після чого той пропонував як можна реалізувати музичний супровід у цих сценах. Також Щепковський брав до уваги потребу підібрати музику таким способом, щоби вона була до вподоби масовій аудиторії. Крім того, він записав альбом пісень для вигаданого метал-гурту Star-Lord (укр. Зоряний Лорд), який є улюбленим гуртом Пітера Квілла та вплинув на вибір його прізвиська в грі, і виконав вокальні партії. Джейкс і Щепковський співпрацювали разом, приділяючи особливу увагу тому, щоби переходи між ліцензованою та оригінальною музикою здавалися «безшовними». Гра має спеціальну опцію для стримінгу, яка вимикає ліцензовану музику.

### Технології
Guardians of the Galaxy ґрунтується на ігровому рушії Dawn Engine, який Eidos-Montréal створила для Deus Ex: Mankind Divided. Версія гри для ПК має підтримку роздільної здатності до 8K і широкої колірної гами, а також таких технологій, як розсіяне освітлення, HDR, трасування променів і масштабування зображення DLSS від Nvidia. Версії для PlayStation 5 та Xbox Series X/S також підтримують трасування променів і мають два режими графіки: «Якість» і «Продуктивність»; перший режим працює із роздільною здатністю 4K з частотою 30 кадрів в секунду, а другий — 1080p з частотою 60 кадрів в секунду.

## Маркетинг й випуск
Інформація стосовно того, що Eidos-Montréal розробляє Guardians of the Galaxy вперше з'явилася наприкінці січня 2017 року. Гра була офіційно анонсована 13 червня 2021 року на виставці E3, де також було показано відео ігрового процесу. У вересні було презентовано сюжетний трейлер і того ж місяця гра «пішла на золото». Гра була випущена 26 жовтня для Microsoft Windows, Nintendo Switch, PlayStation 4, PlayStation 5, Xbox One та Xbox Series X/S. Також вона стала доступною в сервісі хмарного геймінгу GeForce Now в день випуску. Крім стандартного було випущено цифрове видання Cosmic Deluxe, яке містить передчасний доступ до двох костюмів для Зоряного Лорда, оригінальний саундтрек та артбук.

## Сприйняття

### Оцінки й відгуки

#### Перед випуском
У вересні 2021 року ігрові видання отримали змогу випробувати демоверсію Guardians of the Galaxy, яка являла собою місію з п'ятої глави. Хоча загалом видання схвально оцінили гру й назвали її перспективною, деякі розкритикували ігровий процес, зокрема бойову механіку. GameSpot похвалив дизайн довкілля та персонажів, і написав, що гра «справила неймовірно сильне перше враження», припустивши, що вона «може потрапити в ту ж категорії успішних адаптацій Marvel, що і Spider-Man від Insomniac». Річард Девін з Windows Central похвалив навколишній дизайн та бойову механіку, написавши, що Guardians of the Galaxy «може стати однією з найкращих ігор про супергероїв». VentureBeat написав, що гра є «доволі веселою» і справила враження «дешевих ліцензованих ігор за мотивами фільмів часів Super Nintendo та PlayStation. Але це приємно знову мати одну з [таких ігор]».
EGM похвалив бойову механіку й музику, але дещо розкритикував деякі діалоги та англійське озвучування персонажів, зауваживши їхній «надзвичайно» канадський акцент. Gamereactor також схвально оцінив бойову механіку, включно із загальним тоном і гумором, але висловився критично щодо головоломок, назвавши їх «штучним і нецікавим способом забезпечити різноманітність». TechRadar стримано відгукнувся щодо гри, розкритикувавши управління на PlayStation 5 і бойову механіку, описавши її як «безпідставно заплутану [... і] доволі часто нудну», у той час, як Іен Гарріс з PCGamesN зазначив, що натрапив на технічні неполадки під час свого проходження. Screen Rant критично висловився щодо бойової механіки та написав, що вона «не підтримує постійний рівень бадьорості», а газета Metro підсумувала, що гра «виглядає не погано, але й не чудово».

#### Після випуску
| Агрегатор  | Оцінка                                        |
| ---------- | --------------------------------------------- |
| Metacritic | ПК: 78/100 NS: 58/100 PS5: 80/100 XSXS 84/100 |
| OpenCritic | 82/100                                        |

| Видання                   | Оцінка |
| ------------------------- | ------ |
| Electronic Gaming Monthly | [ 63 ] |
| Game Informer             | 8.5/10 |
| GameRevolution            | 7/10   |
| GameSpot                  | 7/10   |
| GamesRadar+               | [ 67 ] |
| IGN                       | 8/10   |
| PC Gamer (США)            | 70/100 |

| Видання | Оцінка |
| ------- | ------ |
| PlayUA  | 74/100 |

Guardians of the Galaxy отримала «загалом схвальні» відгуки версій для ПК, PlayStation 5 та Xbox Series X/S, і «змішані або середні» відгуки для Switch за даними агрегатора рецензій Metacritic. OpenCritic, який використовує середнє зважене, присвоїв грі 82 зі 100 балів на основі 178 відгуків критиків, 86 % з яких радять її до придбання, а загальний рейтинг позначений як «сильний».
Ендрю Рейнер з Game Informer написав, що гра «охоплює справжній дух Стражів через велику [систему діалогів]», похваливши дизайн рівнів та персонажів, управління, а також музику і озвучування, проте дещо розкритикував ігровий процес. Віккі Блейк з Eurogamer похвалила дизайн рівнів та «продуману» сюжетну історію, але написала, що гра «перенасичена ігровими системами та механіками», тоді як бої є «нудними», а вороги являють собою «губки для куль». Джордан Рамі з GameSpot відзначив сюжетну історію, акторів озвучування та музичну складову, назвавши її «найсильнішою стороною» гри, водночас розкритикувавши ігровий процес, зокрема бойову механіку й головоломки, включно з космічними боями та діалогами на кораблі, які він назвав «загалом незв'язними» й «позбавленими емоційного чи наративного впливу».
Сем Лаврідж з GamesRadar+ похвалила сюжетну історію та дизайн рівнів, а також порівняно схвально відгукнулася щодо бойової механіки та головоломок, проте зазначила невиразність впливу вибору на деякі ігрові моменти та написала, що грі бракує різноманіття в ігровому процесі. Том Маркс з IGN написав, що гра «добре балансує безглузду, насичену бойовими діями пригоду з душевними сюжетними моментами», відзначивши систему модернізації і підсумував, що гра є «черговим переконливим прикладом того, наскільки захопливою може бути лінійна одиночна кампанія без надмірностей». Люк Вінкі з PC Gamer відзначив сюжетну історію, акторів озвучування і дизайн, описавши його як «напрочуд зухвалу стилізацію 80-х», тоді як Раян Гілліам з Polygon похвалив персонажів і назвав гру «найбільшим сюрпризом року».
Деякі видання зазначили технічні проблеми з якими стикнулися під час проходження.

### Продажі та похвали
Після випуску Guardians of the Galaxy стала другою найпродаванішою грою у Великій Британії, але в порівнянні з Marvel's Avengers мала на 58 % менше проданих фізичних копій, тоді як більшість із них припали на PlayStation 5.
Такі видання, як GamesRadar+, IGN, Kotaku, Polygon та Vulture назвали Guardians of the Galaxy однією з найкращий ігор 2021 року.
| Рік  | Нагорода                      | Категорія                                                                    | Номінант                                   | Результат | Прим.  |
| ---- | ----------------------------- | ---------------------------------------------------------------------------- | ------------------------------------------ | --------- | ------ |
| 2021 | The Game Awards               | Найкращий наратив                                                            | Marvel's Guardians of the Galaxy           | Перемога  | [ 79 ] |
| 2021 | The Game Awards               | Найкращий саундтрек та музика                                                | Marvel's Guardians of the Galaxy           | Номінація | [ 79 ] |
| 2021 | The Game Awards               | Найкращий пригодницький бойовик                                              | Marvel's Guardians of the Galaxy           | Номінація | [ 79 ] |
| 2021 | The Game Awards               | Премія за інновації в галузі доступності для людей з обмеженими можливостями | Marvel's Guardians of the Galaxy           | Номінація | [ 79 ] |
| 2021 | Steam Awards                  | Найкращий саундтрек                                                          | Marvel's Guardians of the Galaxy           | Перемога  | [ 80 ] |
| 2022 | New York Game Awards          | Премія Германа Мелвілла за найкращий сценарій                                | Marvel's Guardians of the Galaxy           | Номінація | [ 81 ] |
| 2022 | D.I.C.E. Awards               | Визначні досягнення у сфері сценарію                                         | Marvel's Guardians of the Galaxy           | Перемога  | [ 82 ] |
| 2022 | D.I.C.E. Awards               | Пригодницька гра року                                                        | Marvel's Guardians of the Galaxy           | Перемога  | [ 82 ] |
| 2022 | NAVGTR Awards                 | Визначна гра в жанрі пригоди                                                 | Marvel's Guardians of the Galaxy           | Номінація | [ 83 ] |
| 2022 | NAVGTR Awards                 | Визначний оригінальний драматичний саундтрек                                 | Marvel's Guardians of the Galaxy           | Номінація | [ 83 ] |
| 2022 | NAVGTR Awards                 | Визначна збірка пісень                                                       | Marvel's Guardians of the Galaxy           | Перемога  | [ 83 ] |
| 2022 | Game Developers Choice Awards | Найкращий звук                                                               | Marvel's Guardians of the Galaxy           | Номінація | [ 84 ] |
| 2022 | Game Developers Choice Awards | Найкращий наратив                                                            | Marvel's Guardians of the Galaxy           | Номінація | [ 84 ] |
| 2022 | British Academy Games Awards  | Досягнення у сфері звуку                                                     | Marvel's Guardians of the Galaxy           | Номінація | [ 85 ] |
| 2022 | British Academy Games Awards  | Наратив                                                                      | Marvel's Guardians of the Galaxy           | Номінація | [ 85 ] |
| 2022 | British Academy Games Awards  | Виконавець головної ролі                                                     | Джон Макларен (Пітер Квілл / Зоряний Лорд) | Номінація | [ 85 ] |
| 2022 | British Academy Games Awards  | Виконавець ролі другого плану                                                | Джейсон Кавальєр (Дракс)                   | Номінація | [ 85 ] |
| 2022 | British Academy Games Awards  | Виконавець ролі другого плану                                                | Алекс Вайнер (Ракета)                      | Номінація | [ 85 ] |
| 2023 | Grammy Awards                 | Найкращий саундтрек до відеоігор та інших інтерактивних медіа                | Річард Джейкс                              | Номінація | [ 86 ] |